# Русские сезоны (фестиваль)
Фестиваль «Русские сезоны» (полное название: Фестиваль русской культуры в дизайне «Русские сезоны») — ежегодный фестиваль дизайна, посвященный русской культуре в дизайне.
Фестиваль проводится ежегодно при поддержке Министерства промышленности и торговли Российской Федерации (Минпромторг)

## Описание
Фестиваль впервые проведён в 2015 году. Основатель и президент фестиваля — российский дизайнер Дарья Мациевская.
Свою миссию фестиваль формулирует как «интеграция русских культурных традиций в современный дизайн, объединение профессионалов индустрии дизайна, моды, промышленности и бизнеса, открытие и поддержка новых имен».
Эмблемой «Русских сезонов» является стилизованное яйцо Фаберже с алмазной сеткой, которое призвано олицетворить виртуозность исполнения, свойственную русским мастерам, а также символизирует возрождение российской индустрии дизайна и моды.

## Программа фестиваля
Основную часть программы «Русских сезонов» традиционно составляют конкурс молодых дизайнеров, выставки, дискуссии с участием представителей российской лёгкой промышленности и индустрии моды и дизайна, лектории. 
В разные годы проведения фестиваля в экспозицию выставок входили одежная группа, аксессуары, изделия российских народных промыслов, ювелирные украшения, предметы интерьера, домашний текстиль.. 
С 2016 года партнёром и основной площадкой фестиваля является ЦУМ.
В 2017 году фестиваль совместно с Минпромторгом России провел конкурс молодых российских дизайнеров моды, интерьера и посуды. 
Победители конкурса получили возможность совместно с российскими фабриками разработать изделия, которые были представлены на экспозиции в мае 2017 года.

## Участники
В 2015—2017 годах среди спикеров круглых столов и дискуссий фестиваля были Денис Мантуров, Виктор Евтухов, Михаил Куснирович, Денис Симачёв, Татьяна Михалкова, Наталья Туровникова, Ольга Вильшенко, Наталья Гольденберг, Вика Газинская, Ольга Дудина.
В 2015—2017 годах на фестивале были представлены работы молодых российских дизайнеров, в том числе из Высшей школы народных искусств, Британской высшей школы дизайна, с Факультета дизайна НИУ ВШЭ и других.
Также в 2017 году на фестивале были представлены изделия более 30 российских фабрик.

## Акселератор Seasons Tech
C 2018 года фестиваль «Русские сезоны» при содействии негосударственного института развития «Иннопрактика» стал организатором акселерационной программы поддержки и развития российских инновационных проектов в области легкой промышленности. 
Программа Seasons Tech состоит из десяти образовательных интенсивов, цель которых — передача знаний и формирование навыков для создания и продвижения продукта. В ходе программы участники получают профессиональную экспертную помощь, содействие в координации всех этапов разработки проектов и тестирования продуктов, знакомятся с индустриальными партнерами и ведущими экспертами легкой промышленности и инноваций в двух треках: технологическом и цифровом.
В финале участники презентуют свои проекты, трое лучших в каждом треке, получают гранты на развитие.

### Победители программы «Seasons Tech» 2019[19]
- «Перчатка Брайля» / Беломоев Федор – Коммуникационное устройство для людей с ОВЗ по зрению и слуху;

- «Второе дыхание» / Алексеева Дарья – Технологии переработки тканей и текстиля;

- «LedClips» / Гаврилова Анастасия, Гайнуллин Рафаэль – Интерактивная световая фурнитура для одежды и аксессуаров.

### Победители программы «Seasons Tech» 2021[20]
- «SpaceFabrics» / Михаил Купавцев - Онлайн-фабрика тканей;
- «EasyTry» / Даниил Андреев - Интегрируемое онлайн-решение с функцией виртуальной примерочной;
- «Warmr» / Олави Сийки - текстиль с функцией подогрева.

### Победители программы «Seasons Tech» 2023[21]
- «WARMR» / Олави Сийкки
- «Перо Сойки» / Марина Самаева
- ООО «Р-КЛАСС» / Борис Кокорев и Роман Кукушкин
- «Mayam luxury fashion metaverse» / Анна Грин
- ООО «ФлексФид» / Марина Летовальцева и Вадим Марценюк
- «Muscles.ai» / Мила Улыбина

В 2025 году организаторы анонсировали международный фестиваль культур Russian Seasons Arabia в Дубае, Объединённые Арабские Эмираты. 
Фестиваль объединит представителей культуры и бизнеса России и Ближнего Востока. Гостей фестиваля ждут выставка российских и зарубежных брендов, деловая программа, где эксперты и участники обсудят специфику рынка Ближнего Востока, экспортные возможности и многое другое, а также подведение итогов международного конкурса молодых дизайнеров, посвященного интеграции культурных кодов разных стран в современные тренды.